# Средња стручна школа „Милош Црњански” Кикинда
Средња стручна школа „Милош Црњански” је једна од средњих школа у Кикинди. Налази се у улици Светосавска 57.

## Историјат
Средња стручна школа „Милош Црњански” је основана 1961. у згради Индустријске школе са практичном обуком, данашњи Културни центар Кикинде, као Техничка грађевинска школа са циљем да већи број ученика са територије општине Кикинда настави школовање у једној од средњих школа. Убрзо је исте године донета одлука да се за потребе школе изгради нова зграда у којој су започели свој рад 1963—1964. на адреси 7. јула 55, која је део садашње Техничке школе. Следеће школске године је матурирала прва генерација ученика. Удружили су се са Техничком машинском школом, данашњом Техничком школом, и Индустријском школом у Школски центар за техничко образовање 1965—1966. који је маја 1967. године назван „Стеван Лакаи Гига”. Реформом средњег образовања започетом 1975—1976. Техничка грађевинска школа је издвојена из овог школског центра и постала је самостална организација, али јој је припојена нова хемијско–технолошка, а касније и прехрамбена струка. Школа под истим називом је пресељена у нову зграду, садашњу Гимназију „Душан Васиљев”, где ради са још две средње школе: Машинском и Економском. Новом реформом средњег образовања 1989—1990. је створена школа за ученике од првог до четвртог разреда. Одлуком Министарства просвете Републике Србије 1993. године је школа добила назив Хемијско–технолошка и грађевинска школа Кикинда. Године 2005. су увели медицинску струку због које је промењен назив школе 2006—2007. године у данашњи назив Средња стручна школа „Милош Црњански”. Добитници су бројних друштвених признања и награда Општине Кикинда и АП Војводине међу којима су повеља „Капетан Миша Анастасијевић” за најбољу образовну установу 2007. и 2011, признање „др Ђорђе Натошевић” 2008—2009. и диплома за изузетне резултате у неговању еколошке свести у оквиру програма „За чистије и зеленије школе Војводине” 2013. године.